# سامبا تراوري (فلم)
سامبا تراوري (بالفرنسية: Samba Traoré)، هُو فيلم دراما بوركينابي صدر سنة 1993 وأخرجه إدريسا ويدراوغو. فاز الفيلم بجائزة الدب الفضي في الدورة الثالثة والأربعين من مهرجان برلين السينمائي الدولي.

## وصلات خارجية
- مقالات تستعمل روابط فنية بلا صلة مع ويكي بيانات